# Seioptera demonstrans
Seioptera demonstrans är en tvåvingeart som beskrevs av Willi Hennig 1941. Seioptera demonstrans ingår i släktet Seioptera och familjen fläckflugor. Inga underarter finns listade i Catalogue of Life.